# Línia evolutiva d'Aron
Aquesta línia evolutiva de Pokémon inclou Aron, Aggron i Lairon.

## Aron
Aron és una de les espècies que apareixen a la franquícia Pokémon. És de tipus acer i tipus roca i evoluciona a Lairon.

## Lairon
Lairon és una de les espècies que apareixen a la franquícia Pokémon. És de tipus acer i tipus roca. Evoluciona d'Aron i evoluciona a Aggron.

## Aggron
Aggron és una de les espècies que apareixen a la franquícia Pokémon. És de tipus acer i tipus roca i evoluciona de Lairon.